# Silja Kanerva
Silja Kanerva (San Diego, 28 de Janeiro de 1985) é uma velejadora finlandesa. 

## Carreira
Silja Kanerva é medalhista olímpica nos jogos de Londres 2012, com a medalha de bronze na classe Elliott 6m.